# 徐逸
徐 逸（シュー・イー、1989年9月13日 - ）は、中華人民共和国の実業家。bilibiliの創立者であり、同社の社長を務めている。

## 概要
浙江省衢州市竜游県出身。2009年6月、AcFunの会員として「⑨bishi」というIDを使っていた徐逸は、北京郵電大学在学中に初音ミクのファンサイトである「MikuFans」を開設する。2010年1月にこのサイトを『とある魔術の禁書目録』の主人公である御坂美琴のニックネームに因んで「bilibili」に名前を変更した。このサイトは2011年にエンジェル投資家で現bilibili董事長の陳睿によって出資され、法人化に至った。
徐逸はbilibiliの株式の13.1%を保有している。